# جویی (خواننده)
چو جو یی (کره‌ای: 저우쯔위؛ انگلیسی: Chou Tzu-yu، زادهٔ ۱۴ ژوئن ۱۹۹۹) که با نام جویی (کره‌ای: 쯔위؛ انگلیسی: Tzuyu) شناخته می‌شود، خوانندهٔ تایوانی است که در کره جنوبی فعالیت می‌کند. او کوچک‌ترین عضو گروه دخترانهٔ توایس و تنها عضو تایوانی این گروه است که در سال ۲۰۱۵ توسط جی‌وای‌پی انترتینمنت تشکیل شد. او اولین آلبوم چندآهنگۀ خود را به نام دربارۀ جویی در سال ۲۰۲۴ منتشر کرد.

## اوایل زندگی
جویی در ۱۴ ژوئن ۱۹۹۹، در ناحیهٔ شرقی شهر تاینان کشور تایوان به دنیا آمد. او رقصندگی را از سنین کودکی آغاز کرد و در آکادمی رقص آموزش دید.

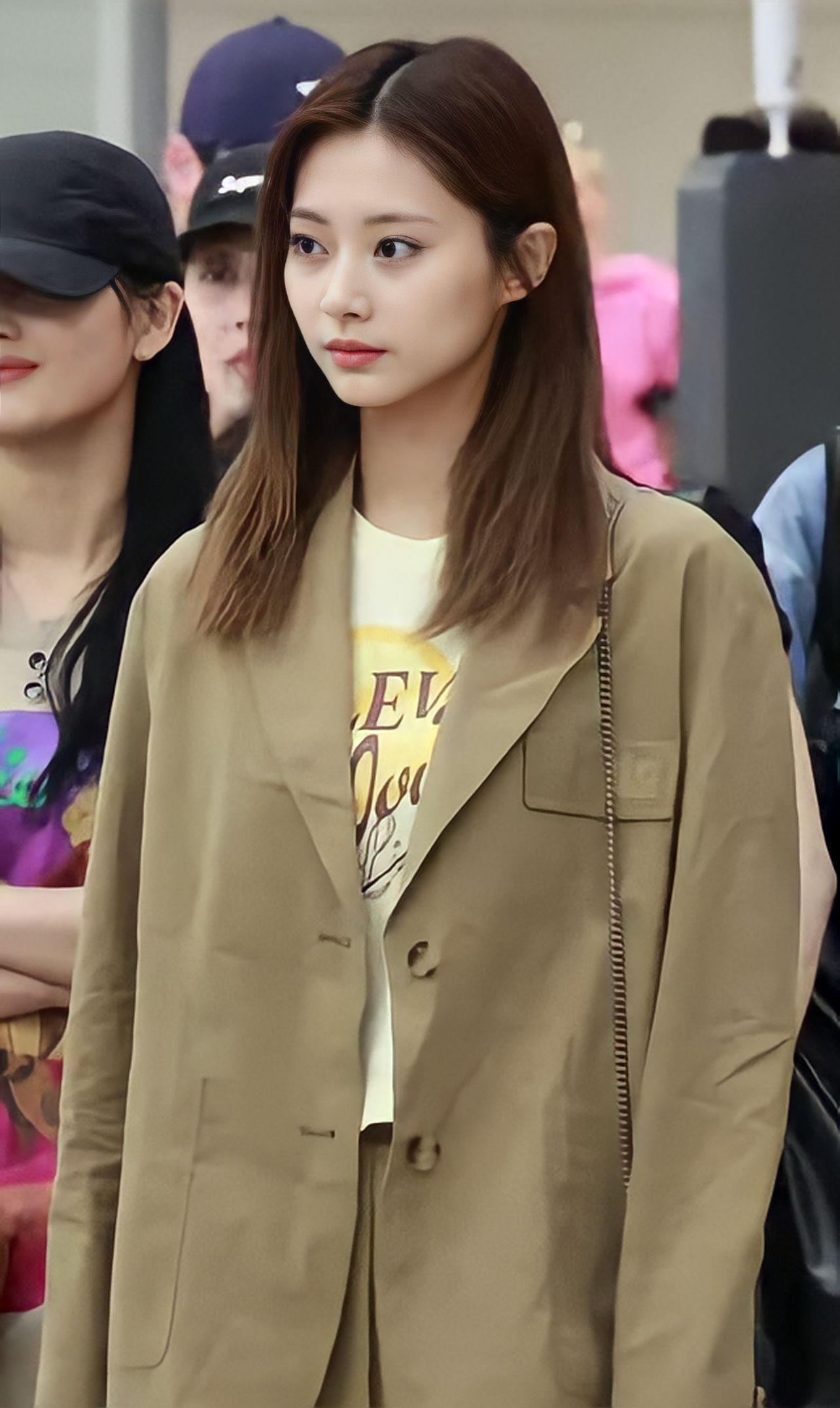
او رقصندگی را از سنین کودکی آغاز کرد و در آکادمی رقص آموزش دید.

## حرفه

### قبل از آغاز فعالیت
جویی در سال ۲۰۱۲، توسط یک استعدادیاب در یک نمایشگاه هنر در تاینان کشف شد و در نوامبر همان سال به کرهٔ جنوبی سفر کرد تا کارآموزی خود را شروع کند. او در سال ۲۰۱۶ در امتحان آخر سال مدرسه راهنمایی خود در تاینان قبول شد و به تحصیلات دورهٔ راهنمایی خود پایان داد. او تحصیلات دبیرستان خود را در دبیرستان هنر هانلیم کرهٔ جنوبی آغاز کرد و در فوریهٔ ۲۰۱۹ فارغ‌التحصیل شد.
جویی در سال ۲۰۱۵، در برنامهٔ تلویزیونی واقع‌نمای شانزده شرکت کرد که توسط جی‌وای‌پی اینترتینمنت و با همکاری شبکه ام‌نت برگزار شد. جویی به‌عنوان یکی از نه شرکت‌کنندهٔ موفق این رقابت، عضو گروه دخترانهٔ جدید توایس شد. برخلاف دیگر برندگان شانزده، او بر اساس رأی بینندگان در آخرین مرحله انتخاب شد.

### فعالیت در توایس
در اکتبر سال ۲۰۱۵، جویی رسماً کار خود را به‌عنوان عضوی از گروه توایس آغاز کرد. گروه در ۲۰ اکتبر ۲۰۱۵، به دنبال انتشار ئی‌پی داستان آغاز می‌شود شروع به کار کرد. موزیک ویدیوی تک‌آهنگ لید این آلبوم، «Like Ooh-Ahh»، توانست به اولین موزیک ویدئوی دبیوی تاریخ گروه‌های کی-پاپ تبدیل شود که به ۱۰۰ میلیون بازدید یوتیوب می‌رسید.

## وجهه عمومی
طبق نظرسنجی موسیقی سالانهٔ گالوپ در سال ۲۰۱۶، جویی در رتبهٔ سوم فهرست محبوب‌ترین آیدل‌های کرهٔ جنوبی قرار گرفت. او در سال ۲۰۱۷ نهم و در ۲۰۱۸ دوازدهم شده بود.
درسال ۲۰۱۹ جویی رتبه دوم محبوب‌ترین آیدل بین سربازان کره‌ای را کسب کرد.
جویی به‌خاطر زیبایی طبیعی خود بازخوردهای مثبتی دریافت کرده‌است. در سال ۲۰۱۵، تی‌سی کندلر که از سال ۱۹۹۰ وظیفه معرفی کردن زنان و مردان زیبای جهان را بر عهده دارد، جویی را به عنوان سیزدهمین زن زیبای جهان معرفی کرد. او همچنین در در سال ۲۰۱۶ رتبهٔ هشتم، در ۲۰۱۷ سوم، در ۲۰۱۸ دوم و در نهایت در سال ۲۰۱۹، به‌عنوان زیباترین زن جهان رتبه یک را از آن خود کرد.

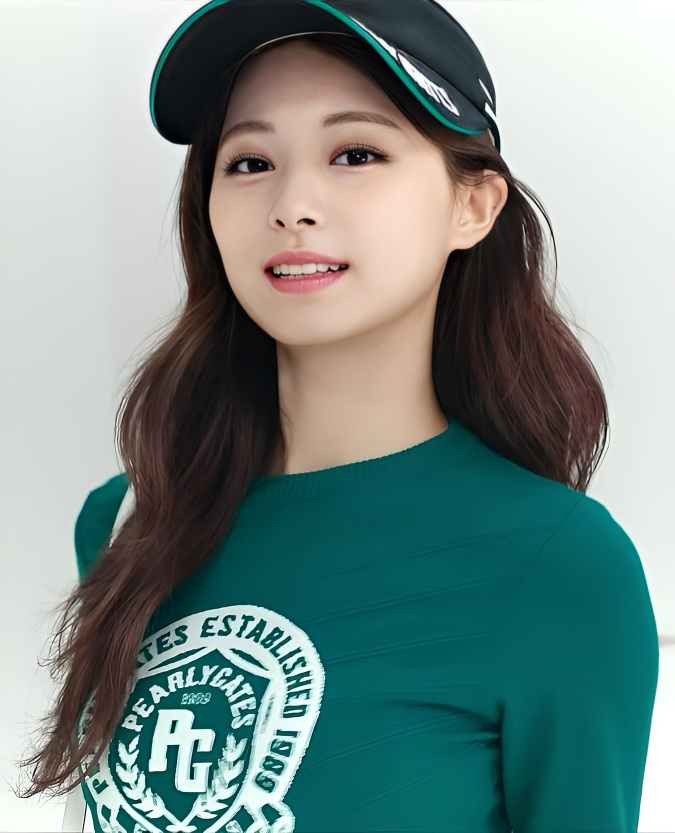
جویی در سال ۲۰۱۹ به‌عنوان زیباترین زن جهان انتخاب شد

## ترانه‌شناسی

### ترانه‌سرایی
| نام       | سال  | هنرمند | با همکاری        |
| --------- | ---- | ------ | ---------------- |
| ۲۱:۲۹     | ۲۰۱۹ | توایس  | بقیه اعضای توایس |
| Celebrate | ۲۰۲۲ | توایس  | بقیه اعضای توایس |